# Eta Piscium
Désignations
Eta Piscium (η Psc / η Piscium, Êta des Poissons), également nommée Alpherg, est l'étoile la plus brillante de la constellation des Poissons. Sa magnitude apparente est de +3,62.

## Nomenclature
Alpherg est le nom propre approuvé pour Eta Piscium / η Psc par l’Union astronomique internationale (UAI). C’est l’arabeالفرغ  al-Farġ « l'Encolure » ou « le Déversoir » du Dalou, c'est-à-dire du Seau du Puit. Ce nom vient du fait que, dans le ciel arabe traditionnel, la XXVIe des manāzil al-qamar ou « stations lunaires », formée par le couple αβ Peg peut être nommée المقدّم الفرغ al-Farġ al-Muqaddam, « l’Ouverture Antérieure », ou الأوّل الفرغ al-Farġ al-Awwal, « l’Ouverture Première », et la XXIVIe, formée par le couple γδ Peg, الفرغ المٶخّر al-Farġ al-mu’aḫḫar , « l’Ouverture Postérieure », ou الفرغ الثاني al-Farġ al-ṯānī, « l’Ouverture Seconde », ce qui donne, autour d el’an mil, dans les premères listes latines des stations, Garlafaum et Alfargalifer. La première attestation de ce nom semble figurer dans la littérature astrologique sous la forme Al Pherg chez Vivian E. Robson (1923), repris par Christian Nitschelm (1990).
Kullat Nunu. C'est en se référant aux premiers ouvrage sur l’astronomie mésopotamienne, Richard Hinckley Allen (1899) donne le nom Kullat nūnu, « the Cord of the Fish » pour η Psc. Selon les codes actuels, cette étoile se nomme MÚL.KUR ša DUR nu-nu, soit « l’étoile brillante du Poisson », ce qui donne, en transcription reconnue Rikis Nūni, « le Cordon du Poison ». Kullat Nunu circule toujours dans les catalogues. 
Notons toutefois que le nom le plus ancien de cette étoile est Anunītu, manifestation de la déesse Ištar dans son rôle de protectrice de l’Euphrate (voir les Tables astronomiques dites « Douze fois Trois »), ce qui se retrouve dans le mythe grec d’Aphrodite transformée en poisson par Zeus pour la sauver du monstre Typhon qui la poursuit avec son fils Éros sur le srives de l’Euphrate

## Caractéristiques
De type spectral G8III, Eta Piscium est une étoile géante jaune, distante d'environ 295 années-lumière de la Terre. Sa magnitude apparente est de +3,62, ce qui lui donne une magnitude absolue de -1,16 ± 0,18.
Eta Piscium est une étoile double ; son compagnon, η Psc B, possède une magnitude apparente de +7,51 et est séparé de η Psc A d'une seconde d'arc, ; si les deux astres sont situés à la même distance (et ne sont donc pas simplement alignés vus de la Terre), ils seraient ainsi distants d'environ 90 UA.